# Eugen Leviné
Eugen Leviné (ur. 10 maja 1883 w Petersburgu, Rosja, zm. 5 lipca 1919 w Bawarii) – komunista, rewolucjonista i przywódca tymczasowej Bawarskiej Republiki Rad.

## Życiorys
Leviné urodził się w Sankt Petersburgu w rodzinie żydowskiej. Wykształcenie odebrał w Niemczech. W roku 1905 powrócił do Rosji, by wziąć udział w rewolucji skierowanej przeciwko carowi Mikołajowi II Romanowowi, która zakończyła się niepowodzeniem. Za udział w rozruchach został zesłany na Syberię. Leviné'owi udało się uciec do Niemiec, gdzie podjął studia na uniwersytecie w Heidelbergu. W roku 1915 wziął ślub z Rose Broido (1890–1977), pochodzącą z Gródka córką rabina. Mieli syna. Leviné służył przez krótki okres w armii cesarskiej podczas I wojny światowej.
Po zakończeniu wojny wstąpił do Komunistycznej Partii Niemiec (Kommunistische Partei Deutschlands – KPD) i brał udział w tworzeniu republiki socjalistycznej w Bawarii. Jednak państwo to istniało zaledwie kilka tygodni (20 dni), po czym zostało zastąpione przez republikę radziecką, po zamordowaniu Kurta Eisnera, ówczesnego przywódcy Niezależnej Socjaldemokratycznej Parti Niemiec (USPD).
Ze względu na słabą organizację, rząd nowej republiki nie utrzymał się długo przy władzy. Upadł po sześciu dniach po objęciu sterów państwa. Eugen Leviné doszedł do władzy, gdy komuniści przejęli kontrolę nad rządem.
Leviné usiłował wprowadzić wiele reform, takich jak: zapewnienie bezdomnym godziwych warunków mieszkaniowych oraz powierzenie robotnikom kontroli nad fabrykami i oddanie w ich ręce praw własności do zakładów. Leviné przewidywał również reformy oświatowe i wycofanie z obiegu pieniędzy papierowych. Jednak tych dwóch ostatnich celów nigdy nie udało mu się zrealizować.
Na polecenie Leviné'a, członkowie Gwardii Czerwonej zaczęli wyłapywać ludzi, których uważali za przeciwników nowego rządu. Schwytani ludzie stawali się zakładnikami, wykorzystywanymi do szantażowania rządu Republiki Weimarskiej, by nie atakował on Bawarskiej Republiki Rad. Gdy niemiecki prezydent Friedrich Ebert rozkazał wojsku zlikwidować republikę radziecką i przywrócić w Bawarii rząd Johannesa Hoffmanna, czerwonogwardziści zamordowali 29 kwietnia ośmioro zakładników.
Armia niemiecka, z pomocą Freikorpsów, dysponująca łącznie siłą 39 tys. żołnierzy, najechała i błyskawicznie zdobyła Monachium 3 maja 1919 roku. Członkowie Freikorpsów dokonując pacyfikacji republiki zabili w przybliżeniu 700 mężczyzn i kobiet. Leviné został aresztowany. Sąd uznał go winnym udziału w egzekucji zakładników i skazał go na karę śmierci. Leviné został rozstrzelany w więzieniu Stadelheim.